# Anurida weberi
Anurida weberi är en urinsektsart som beskrevs av Christiansen och Bellinger 1980. Anurida weberi ingår i släktet Anurida och familjen Neanuridae. Inga underarter finns listade i Catalogue of Life.